# Бакулин, Михаил Фёдорович
Михаи́л Фёдорович Баку́лин (25 ноября 1921, Сызрань, Самарская губерния, РСФСР (ныне Самарская область) — 5 октября 1944, Румыния), участник Великой Отечественной войны, Герой Советского Союза.

## Биография
Родился в семье рабочего. Русский. Окончил неполную среднюю школу, работал учеником токаря на заводе.
С 1939 года в Красной Армии, призван Завокзальным районным военным комиссариатом Сызрани. В сентябре 1939 года был зачислен курсантом Казанского военного пехотного училища, а в марте 1940 года был переведен в Куйбышевское военное пехотное училище, которое закончил в апреле 1941 года.
С июня 1941 года на фронтах Великой Отечественной войны. В 1943 году вступил в КПСС.
В боях при освобождении осенью 1944 года Румынии майор Михаил Бакулин служил командиром батальона 1129-го стрелкового полка (337-я стрелковая дивизия).
3 октября 1944 года полк попал в окружение в районе города Орадя. Батальон Бакулина отбил несколько атак противника, в ходе которых уничтожил 8 танков, и помог с выходом из окружения всему полку, однако в этом бою Бакулин был смертельно ранен и через день, 5 октября, скончался.
Похоронен в городе Беюш.

## Награды
- Герой Советского Союза (24.03.1945, посмертно);
- Орден Ленина (24.03.1945, посмертно);
- Орден Отечественной войны 2-й степени.